# Manuel Garcia-Rulfo
Manuel Garcia-Rulfo (Guadalajara, 25 febbraio 1981) è un attore messicano.

## Biografia
Garcia-Rulfo nasce a Guadalajara, in Messico. Cresce in un ranch a Jalisco, dove impara a cavalcare. Più tardi, si trasferisce in Vermont per studiare l'inglese. Si laurea in scienze della comunicazione alla Universidad del Valle de Atemajac, per poi abbandonare gli studi una volta deciso di diventare attore; studia quindi alla New York Film Academy e torna in Messico per iniziare lì la sua carriera. Dopo piccole interpretazioni in film messicani, esordisce in una grande produzione in Bless Me, Ultima - Oltre il bene e il male, dove interpreta zio Pedro.
Nel 2013 prende parte ad un episodio della serie televisiva Touch. A partire dal 2014 interpreta il ruolo ricorrente del vampiro Narciso Menendez in Dal tramonto all'alba - La serie. Lo stesso anno, l'attore recita nel drammatico Cake, al fianco di Jennifer Aniston. Nel 2016 interpreta il fuorilegge messicano Vasquez, uno dei sette protagonisti, nel western I magnifici 7, remake del celebre film omonimo del 1960: per prepararsi al ruolo, Garcia-Rulfo ha dovuto sottoporsi ad un intenso allenamento nell'uso delle armi da fuoco.

## Filmografia

### Cinema
- Maquillaje, regia di Marcial Rios Salcido (2007)
- La última y nos vamos, regia di Eva López Sánchez (2009)
- 180°, regia di Fernando Kalife (2010)
- Bless Me, Ultima - Oltre il bene e il male (Bless Me, Ultima), regia di Carl Franklin (2013)
- Cake, regia di Daniel Barnz (2014)
- Tempo limite (Term Life), regia di Peter Billingsley (2016)
- I magnifici 7 (The Magnifici Seven), regia di Antoine Fuqua (2016)
- Assassinio sull'Orient Express (Murder on the Orient Express), regia di Kenneth Branagh (2017)
- Soldado (Sicario: Day of the Soldado), regia di Stefano Sollima (2018)
- Widows - Eredità criminale (Widows), regia di Steve McQueen (2018)
- Perfectos desconocidos, regia di Manolo Caro (2018)
- 6 Underground, regia di Michael Bay (2019)
- Greyhound - Il nemico invisibile (Greyhound), regia di Aaron Schneider (2020)
- Sweet Girl, regia di Brian Andrew Mendoza (2021)
- Non così vicino (A Man Called Otto), regia di Marc Forster (2022)
- Jurassic World - La rinascita (Jurassic World Rebirth), regia di Gareth Edwards (2025)

### Televisione
- El encanto del águila - serie TV, episodio 1x13 (2011)
- Ralph Inc. - serie TV, episodio 1x05 (2012)
- Touch - serie TV, episodio 2x05 (2013)
- Alguien Más - serie TV, 5 episodi (2013)
- Dal tramonto all'alba - La serie (From Dusk Till Dawn: The Series) - serie TV, 9 episodi (2014-2015)
- Goliath - serie TV, 4 episodi (2018)
- Avvocato di difesa - The Lincoln Lawyer (The Lincoln Lawyer) - serie TV, 30 episodi (2022-2024)

### Cortometraggi
- Valle de lágrimas, regia di Jon Paul Puno e Michael Figari (2006)
- Poor Soul, regia di Daniel Robles Madrigal (2011)
- Missed Trains, regia di Alejandro Márquez Vela (2015)

## Doppiatori italiani
Nelle versioni in italiano delle opere in cui ha recitato, Manuel Garcia-Rulfo è stato doppiato da:
- Riccardo Scarafoni in Widows - Eredità criminale, 6 Underground, Sweet Girl, Avvocato di difesa - The Lincoln Lawyer
- Francesco Sechi in Bless Me, Ultima - Oltre il bene e il male
- Diego Suárez in Cake
- Andrea Mete in I magnifici 7
- Niseem Onorato in Assassinio sull'Orient Express
- Jacopo Venturiero in Golia
- Fabio Boccanera in Soldado
- Raffaele Proietti in Non così vicino
- Emiliano Coltorti in Jurassic World - La rinascita